# Pohoří (železniční zastávka)
Pohoří je železniční zastávka ležící na západním okraji stejnojmenné obce v okrese Rychnov nad Kněžnou v Královéhradeckém kraji. Nachází se v km 40,706 železniční trati Týniště nad Orlicí – Meziměstí mezi stanicemi Opočno pod Orlickými horami a Bohuslavice nad Metují.
Zastávka je vybavena panelovým přístřeškem pro cestující a standardním nástupištěm o délce 90 m s nástupní hranou ve výšce 550 mm nad temenem kolejnice dle ČSN. Přístup na nástupiště je bezbariérový, zastávka je též vybavena vodicími liniemi s funkcí varovného pásu pro zrakově postižené. Prodej jízdenek není na zastávce zajišťován a probíhá až ve vlaku.
V současnosti (2023) je Pohoří obsluhováno osobními vlaky Českých drah, které zde zastavují pouze na znamení. V těsné blízkosti zastávky je zřízena autobusová zastávka, která tak zajišťuje možnost přestupu mezi autobusovou a drážní dopravou.

## Modernizace
Během rekonstrukce trati v úseku Opočno pod Orlickými horami (mimo) – Václavice (včetně) – Starkoč (mimo) / Hronov (včetně) v letech 2018–2019 prošla zastávka kompletní rekonstrukcí. Během ní došlo k přestavbě nástupiště na již výše zmíněnou standardní výšku 550 mm nad temenem kolejnice dle ČSN a zbourání původní budovy a jejím nahrazení panelovým přístřeškem pro cestující. Modernizováno bylo i přejezdové zabezpečovací zařízení na přilehlém železničním přejezdu číslo P5088.

## Fotogalerie

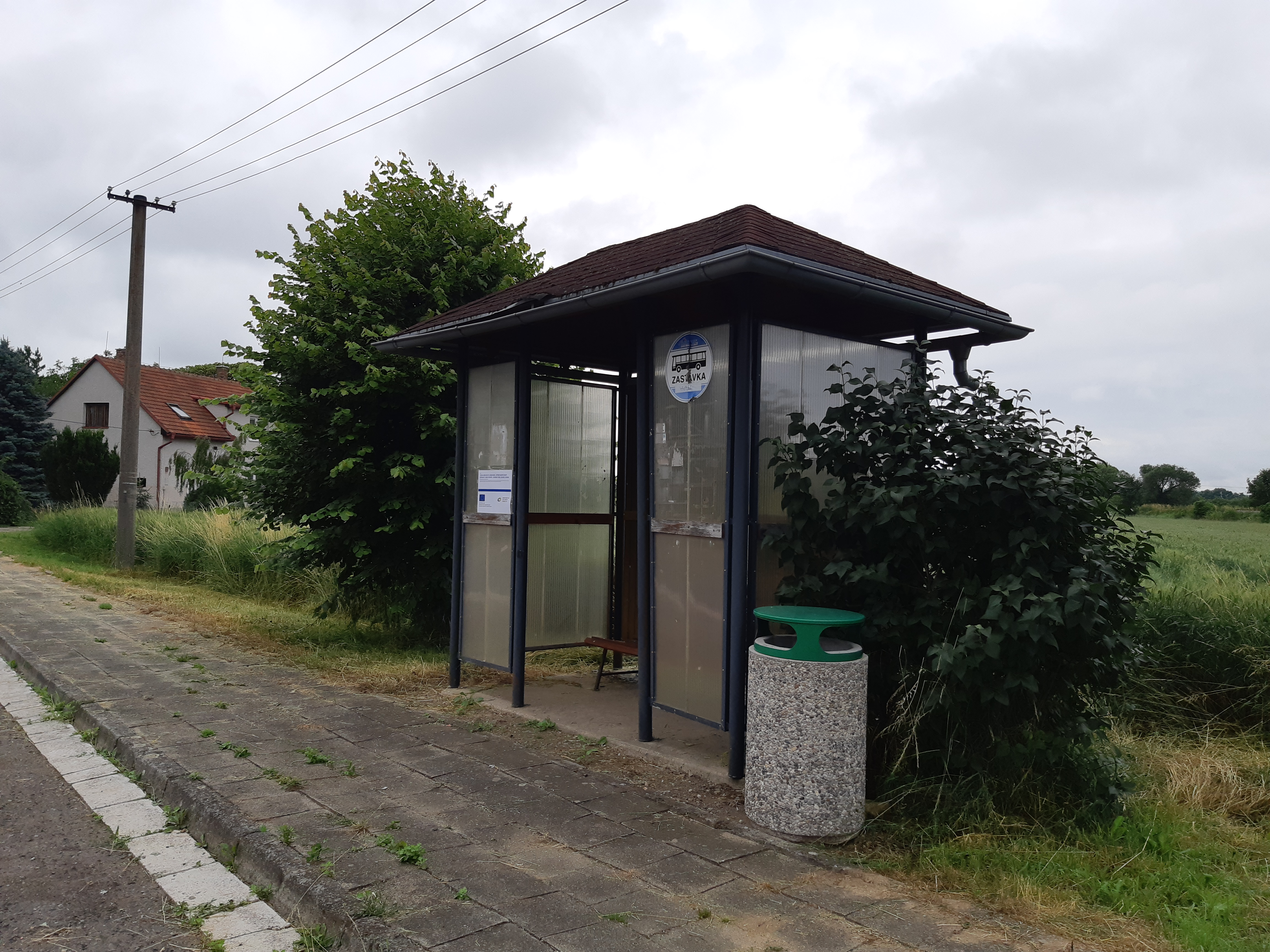
Autobusová zastávka Pohoří, železniční zastávka
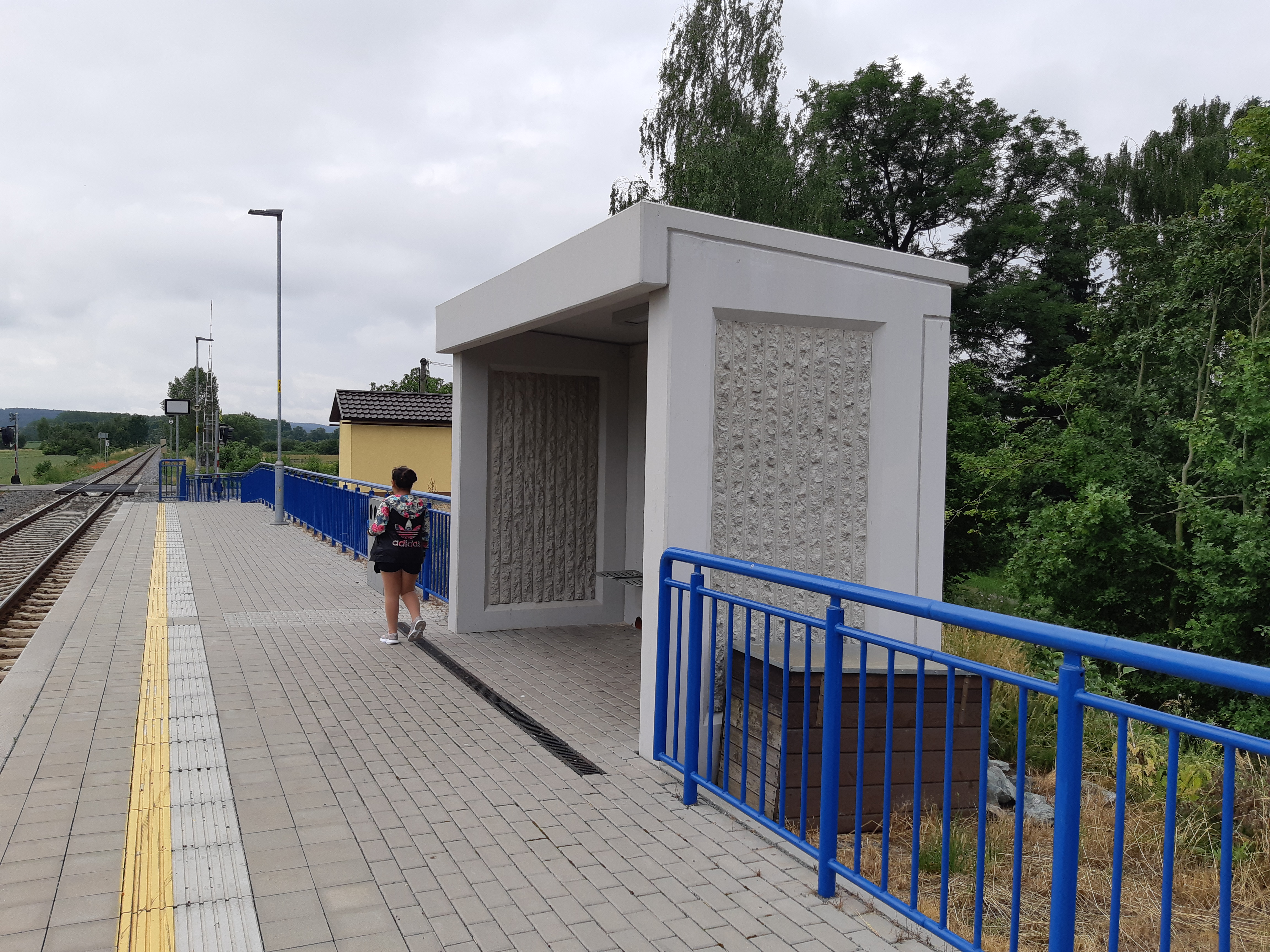
Přístřešek pro cestující
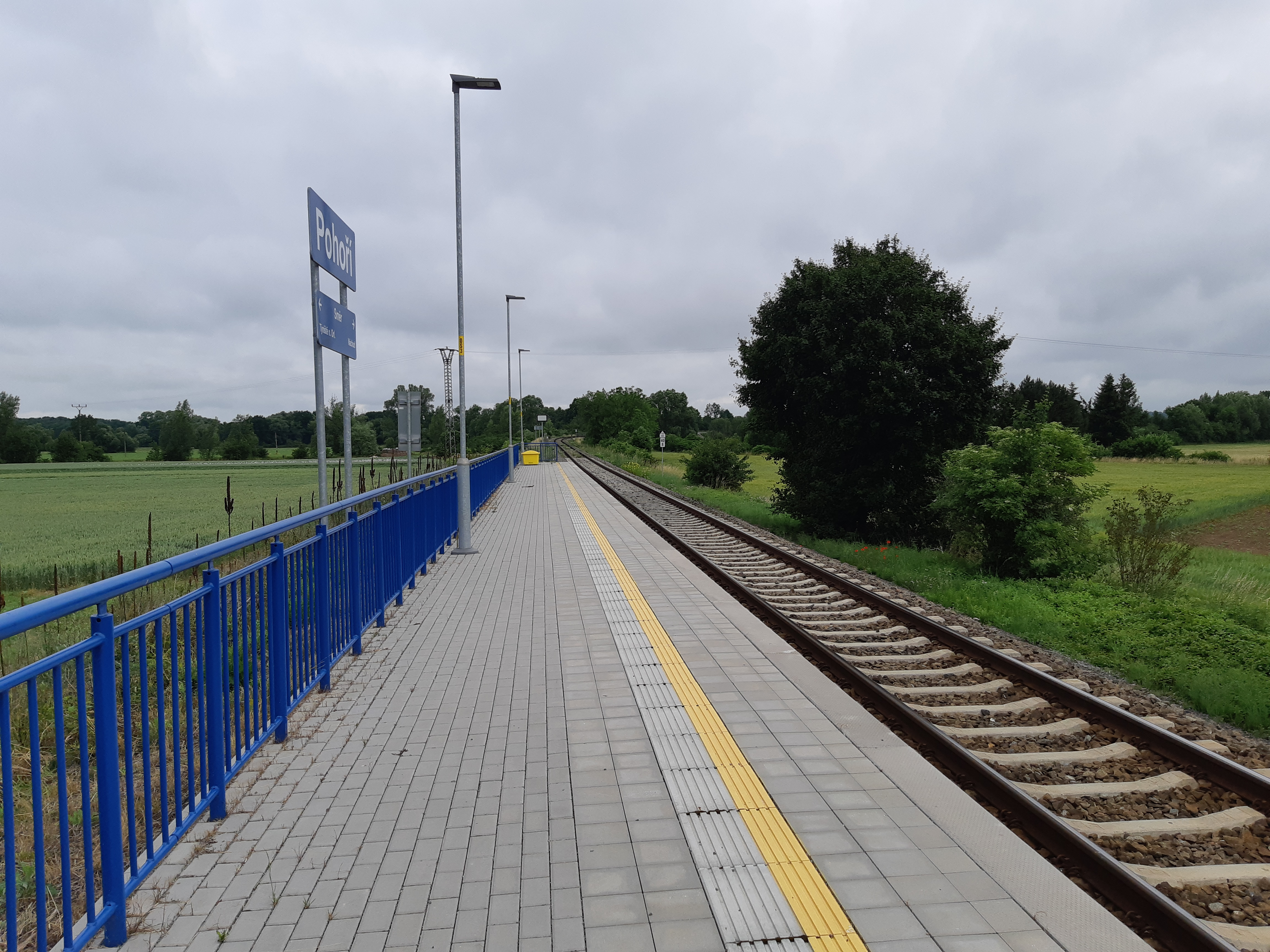
Nástupiště, pohled směr Bohuslavice nad Metuji
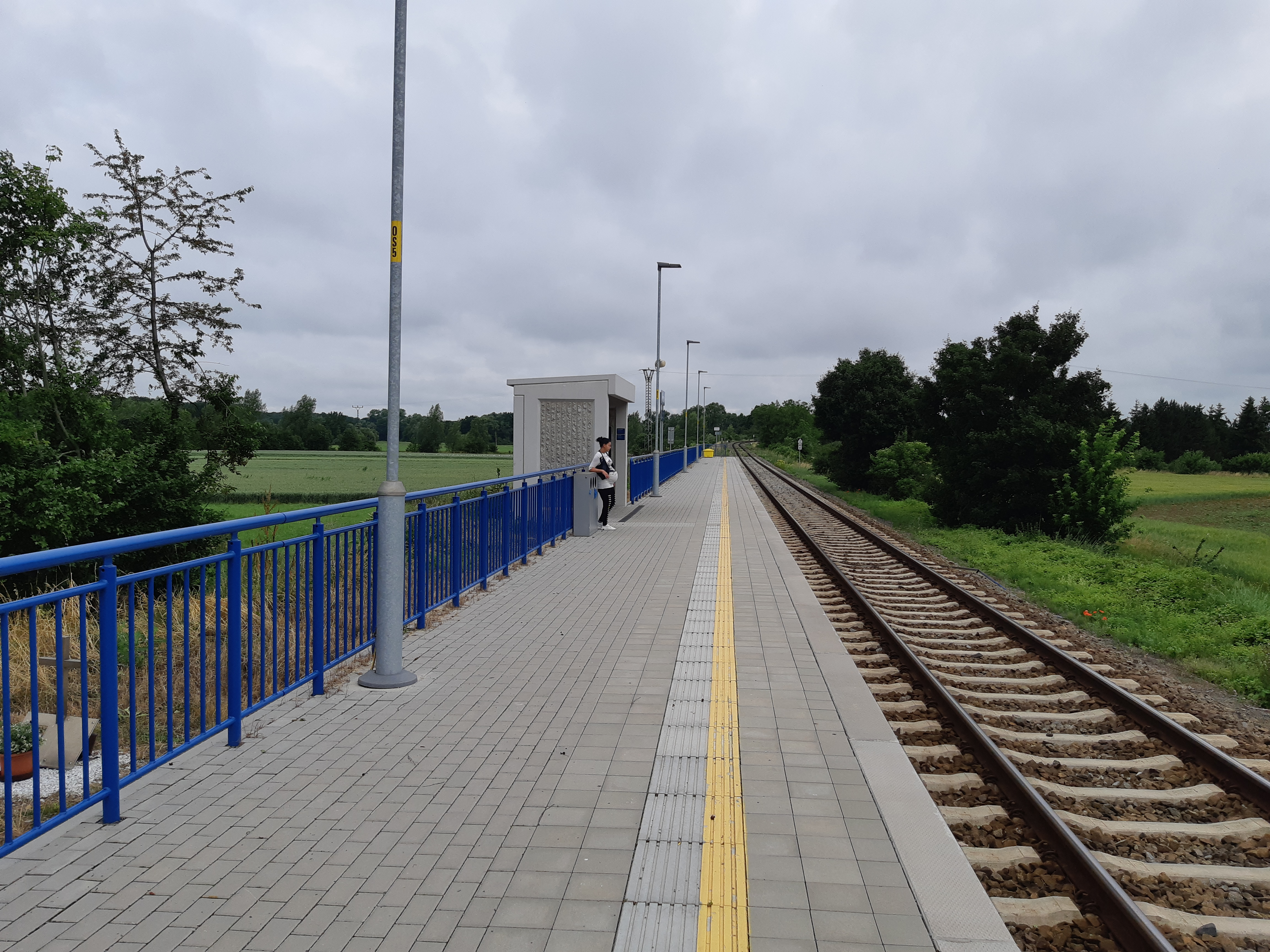
Nástupiště, pohled směr Bohuslavice nad Metují
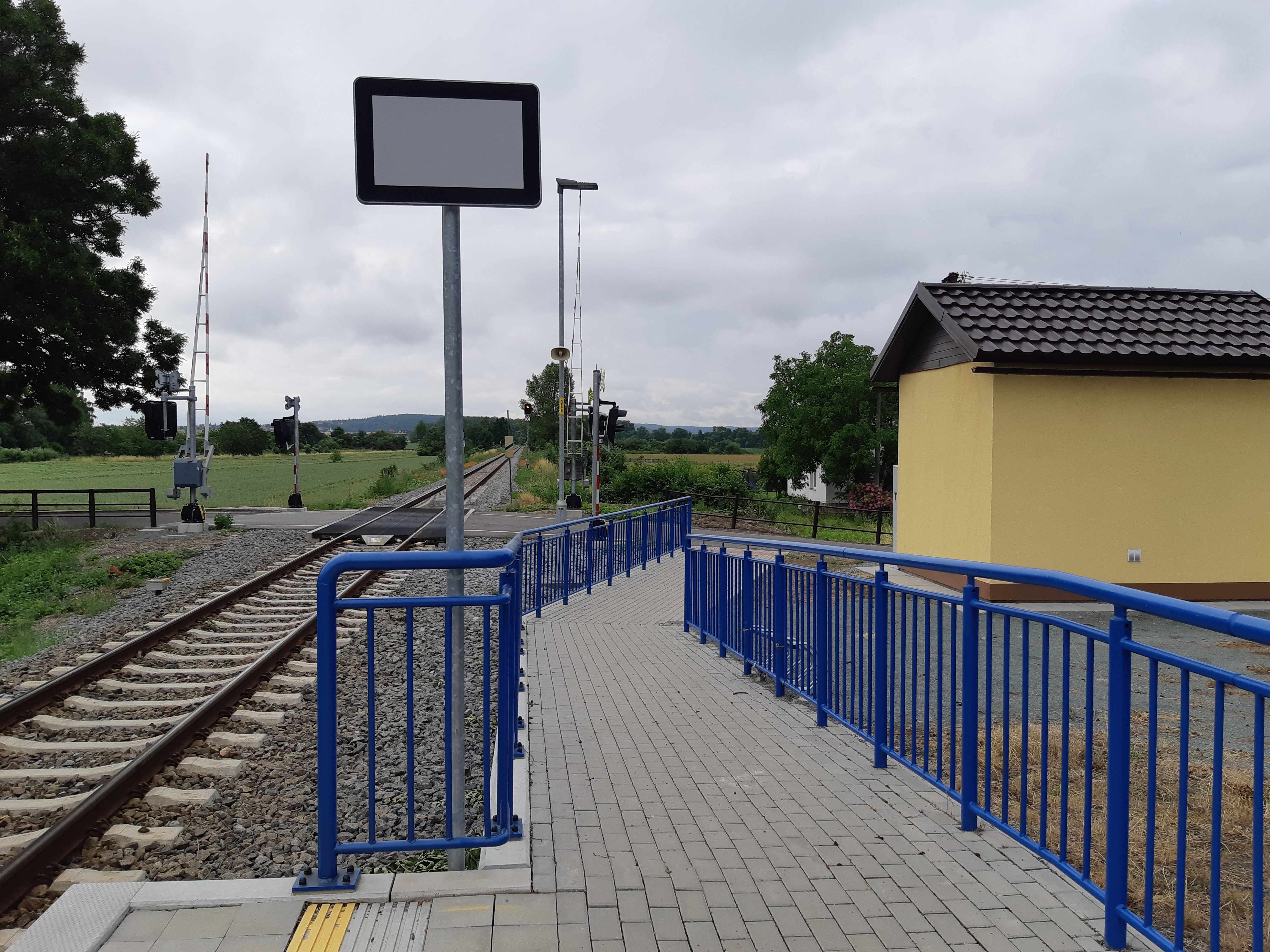
Příchod na nástupiště
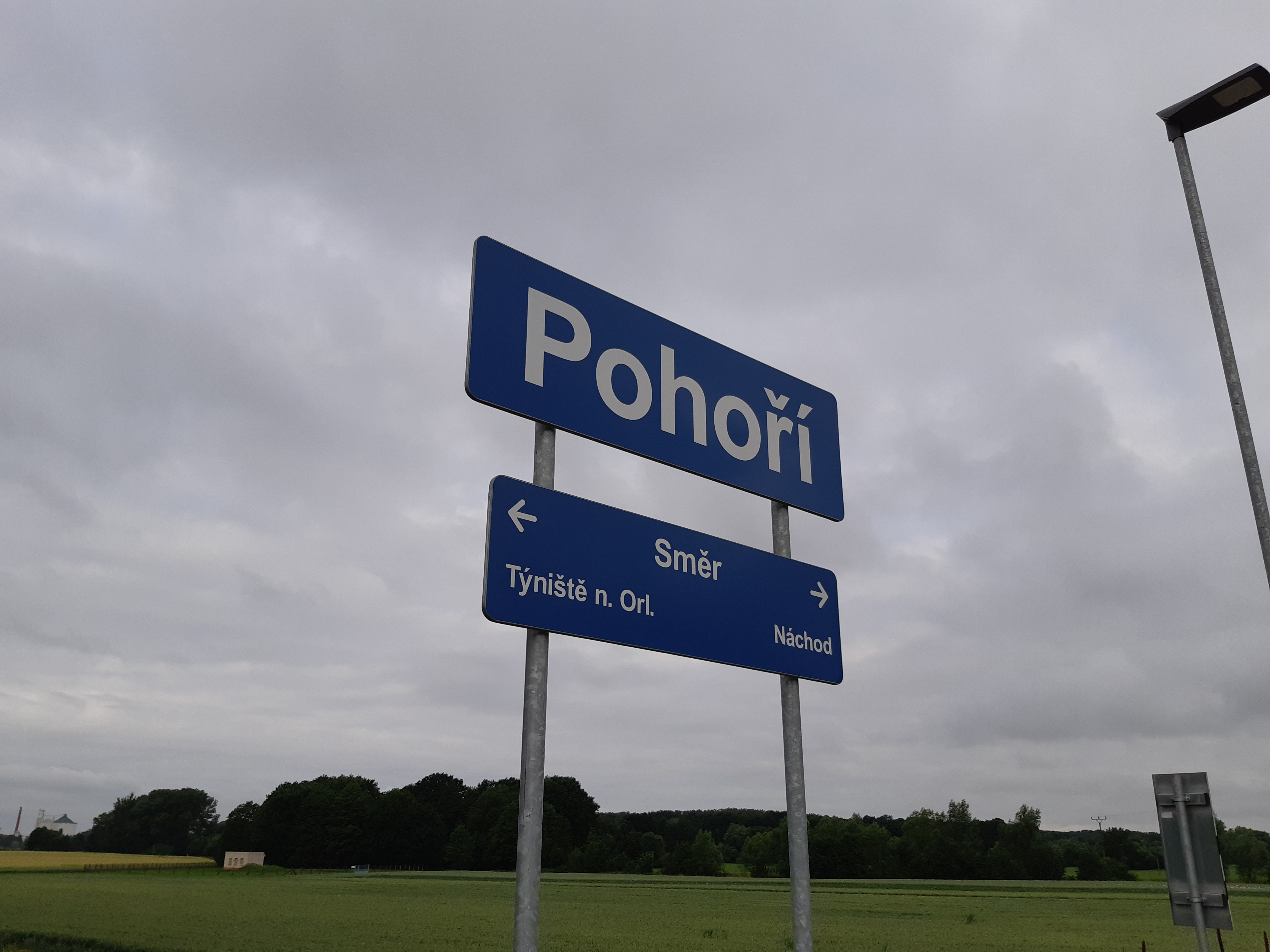
Cedule s názvem zastávky a ukazatelem směru
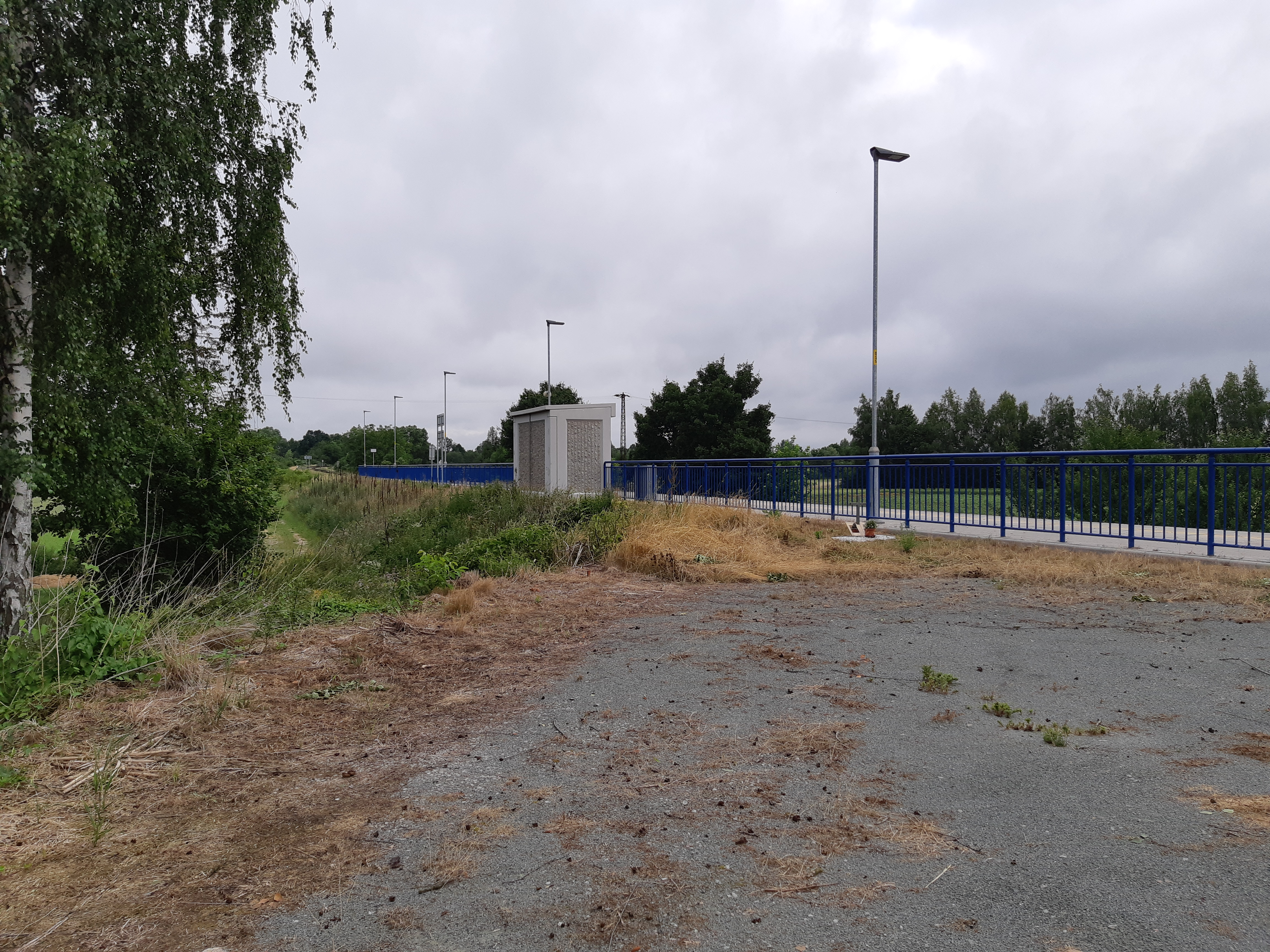
Pohled na zastávku směrem ze silnice
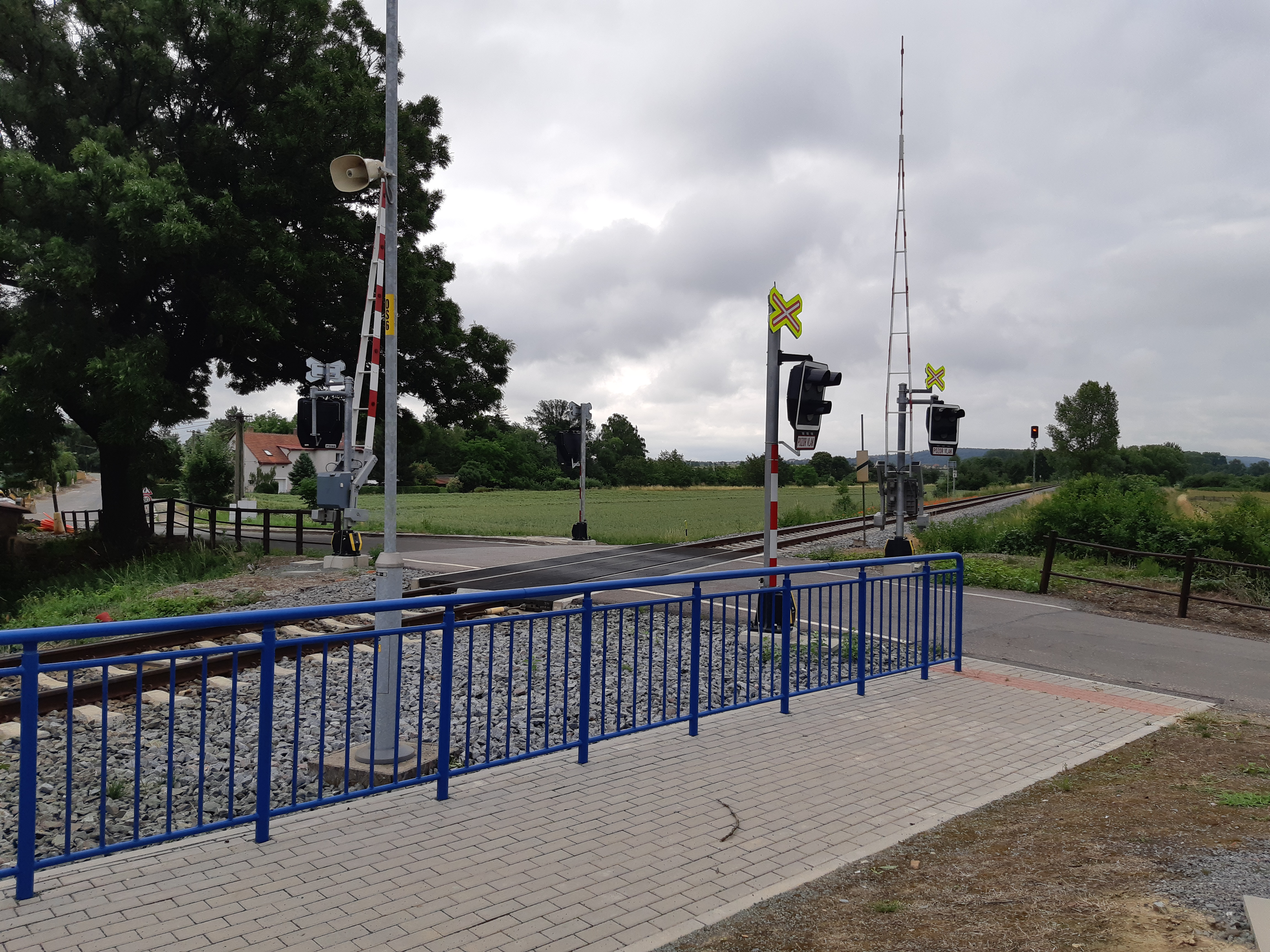
Železniční přejezd u zastávky
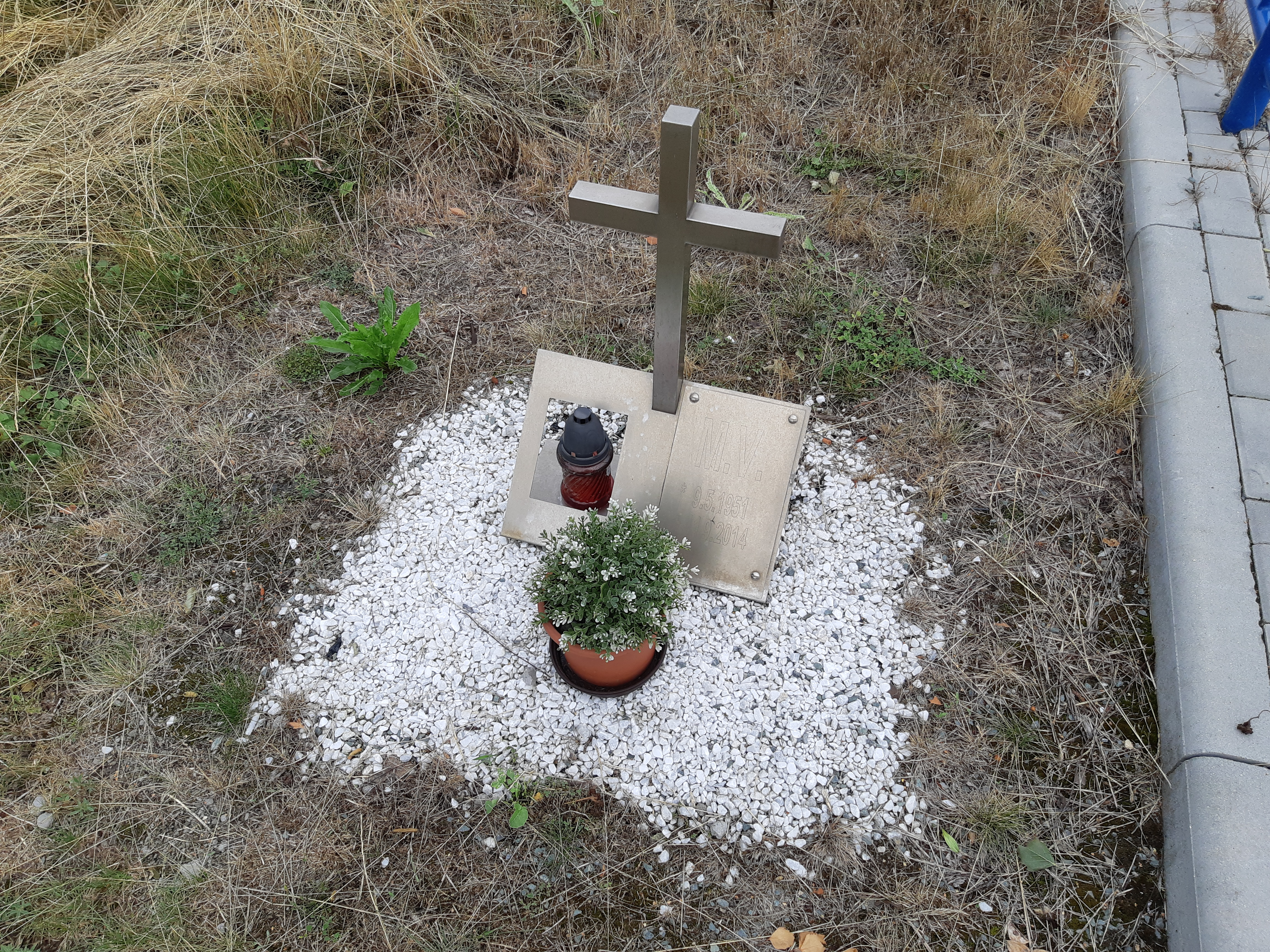
Pomníček